# Skoghall
Skoghall är en tätort och centralort i Hammarö kommun, cirka nio kilometer söder om Karlstad. 
Skoghall är beläget på den norra delen av Hammarön, söder om och vid Klarälvens delta. Tätorten ligger med en lång kust ut till Vänern.

## Historia
Skogsindustrin och kemikalieproduktionen i Skoghall har varit viktiga inkomstkällor för befolkningen i Hammarö socken under lång tid. 

## Administrativa tillhörigheter
Hammarö var kyrkby i Hammarö socken där också orten Skoghall var belägen. Skoghall kom senare att expandera så att kyrkbyn har blivit en del av denna tätort.
Efter kommunreformen 1862 kom båda orterna att ligga i Hammarö landskommun som 1950 ombildades till Hammarö köping. 1971 ombildades köpingen till Hammarö kommun med Skoghall som centralort.
Skoghall har alltid tillhört Hammarö församling.
Orten ingick till 1882 i Karlstads tingslag, därefter till 1971 i Mellansysslets tingslag. Från 1971 till 2005 ingick orten i Karlstads domsaga för att från 2005 ingå i Värmlands domsaga.

### Befolkningsutveckling
| Befolkningsutvecklingen i Skoghall 1960–2020                                       | Befolkningsutvecklingen i Skoghall 1960–2020 | Befolkningsutvecklingen i Skoghall 1960–2020 | Befolkningsutvecklingen i Skoghall 1960–2020 | Befolkningsutvecklingen i Skoghall 1960–2020 |
| ---------------------------------------------------------------------------------- | -------------------------------------------- | -------------------------------------------- | -------------------------------------------- | -------------------------------------------- |
|                                                                                    |                                              |                                              |                                              |                                              |
| År                                                                                 |                                              |                                              | Folkmängd                                    | Areal (ha)                                   |
| 1960                                                                               | 1960                                         |                                              | 9 141                                        |                                              |
| 1965                                                                               | 1965                                         |                                              | 9 137                                        |                                              |
| 1970                                                                               | 1970                                         |                                              | 9 870                                        |                                              |
| 1975                                                                               | 1975                                         |                                              | 9 914                                        |                                              |
| 1980                                                                               | 1980                                         |                                              | 11 304                                       |                                              |
| 1990                                                                               | 1990                                         |                                              | 12 525                                       | 1 071                                        |
| 1995                                                                               | 1995                                         |                                              | 12 898                                       | 1 047                                        |
| 2000                                                                               | 2000                                         |                                              | 12 742                                       | 1 051                                        |
| 2005                                                                               | 2005                                         |                                              | 12 810                                       | 1 051                                        |
| 2010                                                                               | 2010                                         |                                              | 13 265                                       | 1 061                                        |
| 2015                                                                               | 2015                                         |                                              | 13 605                                       | 1 119                                        |
| 2020                                                                               | 2020                                         |                                              | 14 489                                       | 1 262                                        |
| Anm.: Sammanvuxen med Lövnäs 1970. Vidöåsen utbruten 1995 och Vidön (småort) 2015. |                                              |                                              |                                              |                                              |

## Produktion och industri
Vid en av Klarälvens deltaarmars utlopp (Skoghallsådran) ligger Stora Ensos anläggning, Skoghalls bruk, som har en av världens största kartongmaskiner för vätskekartong, KM8.
Akzo Nobel AB hade tidigare en stor kemikaliefabrik vid samma kust i Skoghall. Fabriken tillverkade bland annat klor och monoklorättiksyra (MCA), vilket exporterades till hela världen. Den 17 mars 2010 lade dock koncernen ned sin produktion i Skoghall, vilket innebar att 153 anställda förlorade jobbet. Mellan 1918 och 1989 släppte Stora Enso och senare Akzo Nobels klorfabrik i Skoghall ut 50 ton (3,7 m³) kvicksilver i Vänern. 3,5 ton (0,26 m³) kvicksilver finns på fabriksområdet. Därifrån läcker det varje år ut 2,5 kg till Vänern.

## Samhället
Strax öster om Skoghalls bruk ligger bostadsområdet Edsviken och Skoghalls centrum som befinner sig i den västligaste delen av tätorten söder om Vidön. Där ligger Skoghalls kyrka nära en gammal bruksgata.
Sedan kommer österut bostadsområdena Mörmon, Haga, Götetorp, Gunnarskär, Hammar, Anneberg, Rosenlund, Lövnäs och Bärstad. Norr om Hammar som ligger i tätortens mitt ligger områdena Klöverud, Jonsbol, Hälltorp, Nolgård och Nolgårdsudden.
Hammarö kyrka ligger österut i tätorten nära Lövnäs nordost om Hammar. Lövnäs ligger vid Bärstad i den ostligaste delen av tätorten. De västra delarna av samhället har kust söderut mot Vänern medan Lövnäs och Bärstad har kust norrut mot Vänern (Hammarösjön).
Wermlands enskilda bank öppnade ett kontor i Skoghall år 1919. Det lades ner 1923 men samma bank öppnade på nytt 1946. Wermlandsbanken uppgick så småningom i Nordea som stängde kontoret i början av 2012. Skoghall hade även ett sparbankskontor tillhörande Länssparbanken Värmland. Sparbanken uppgick i Swedbank som stängde kontoret den 18 december 2014.